# Vinstskatt
Vinstskatt är vardaglig benämning på den skatt som tas ut på tävlingsvinster. För att beskattas måste pengarna ha inkommit genom en prestation, fysisk eller psykisk, där det senare omfattar olika former av kunskaper. Olika former av lotteri omfattas inte. Vinsten ska tas upp som sidoinkomst och skattas som sådan. Det brukar oftast vara runt 30%.

## Se mer
- Inkomstskatt